# Фитдаг
Фитдаг (азерб. Fitdağ) — горная вершина в Азербайджане. Расположена в Исмаиллинском районе. Высота горы — 1810 м.
Фитдаг имел важное военно-стратегическое значение для государства Ширваншахов — здесь были расположены летняя резиденция и укреплённое убежище. На гору ведёт крутая дорога от устья реки Харамчай, по которой возможно пройти пешком или верхом на лошади. Длина дороги около 1 км. На склонах горы были выстроены каменные оборонительные стены. В местечке Ганлыгая имеются остатки бани и других средневековых построек.
О горе Фитдаг имеется множество легенд.